# Günter Kleinen
Günter Kleinen (* 10. Januar 1941 in Köln) ist ein deutscher Musikwissenschaftler und Professor der Musikwissenschaft mit dem Schwerpunkt Musikpädagogik und Systematische Musikwissenschaft sowie Musikpsychologie.

## Leben
Nach seinem Abitur 1960 in Köln absolvierte Kleinen zwischen 1960 und 1963 an der Robert-Schumann-Musikhochschule in Düsseldorf ein Studium zum Toningenieur, unter anderem mit den Fächern Violine und Klavier. Es folgte ab 1963 ein Studium der Musikwissenschaft, Psychologie und Philosophie an der Universität Hamburg. Mit einer Dissertation über das Thema Experimentelle Studien zum musikalischen Ausdruck wurde Kleinen 1967 zum Dr. phil. promoviert.
Ab 1968 fungierte Kleinen als wissenschaftlicher Assistent an der damaligen Pädagogischen Hochschule Braunschweig, zeitgleich absolvierte er ein Lehramtsstudium für Volks- und Realschule in Musik, Bildender Kunst und Anglistik, die er mit der 1. Lehrerprüfung abgeschlossen hatte. Anschließend war er von 1974 bis 1977 Akademischer Rat an der Universität Münster, dort legte er seine Habilitation für das Fachgebiet Musikpädagogik mit dem Schwerpunkt auf den psychologischen und akustisch-technischen Grundlagen musikalischer Didaktik ab. 1977 wurde Kleinen auf eine C3-Professur an der Universität Bremen berufen (seinerzeit unter der Bezeichnung Musikpädagogik mit dem Schwerpunkt Funktionen musikalischer Massenkultur, später geändert in Musikpädagogik und Systematische Musikwissenschaft). 1993, 1995 und 1998 absolvierte er mehrwöchige Gastdozenturen u. a. an der Chinesischen Musikschule in Peking. 2003 führte ihn eine Vortragsreise nach China, Südkorea und Taiwan. 2019 nahm Kleinen am Ersten Internationalen Symposium über die Musikgeschichte der Han- und Tan-Zeit in Xi’an teil, zudem wurde er zum Gastprofessor an der dortigen Musikhochschule ernannt.
Kleinen war mehrere Jahre im Vorstand der Fachverbände Arbeitskreis für Schulmusik und allgemeine Musikpädagogik (AfS), Arbeitskreis Musikpädagogische Forschung (AMPF) und in der 1983 von Helga de la Motte-Haber, Klaus-Ernst Behne und ihm selbst gegründeten Deutsche Gesellschaft für Musikpsychologie (DGM), tätig. Er war Mitherausgeber des Jahrbuchs Musikpsychologie (1984 bis 2006). 2016 erfolgte der Abschluss der Forschungsprojekte Backdoor (Begabung und Kreativität in der populären Musik) und Cream (Vergleichende musikpädagogische Forschung zum guten Musiklehrer). Gegenwärtig betreibt Kleinen freie musikwissenschaftliche Forschungen, u. a. gegenwärtige Entwicklungstendenzen der asiatischen Musik (China, Süd-Korea, Japan), Integration der arabischen Musikkultur in die Musik der europäischen Avantgarde und weitere musikpädagogische Forschungsmethoden.
Günter Kleinen ist verheiratet und hat drei Kinder.

## Publikationen (Auswahl)
- Kleinen, Günter: Experimentelle Studien zum musikalischen Ausdruck. Dissertation, Universität Hamburg, 1968
- Werner Breckoff, Günter Kleinen, Werner Krützfeldt, Werner S. Nicklis, Lutz Rössner, Wolfgang Rogge u. a.: Musik aktuell: Informationen, Dokumente, Aufgaben; ein Musikbuch für die Sekundar- und Studienstufe. Bärenreiter, Kassel [u. a.] 1971
- Günter Kleinen: Zur Psychologie musikalischen Verhaltens. Diesterweg, Frankfurt a. M. 1975
- Florian Tennstedt und Günter Kleinen: Rockmusik und Gruppenprozesse: Aufstieg und Abstieg der Petards. Fink, München 1979
- Günter Kleinen (Hrsg.): Kind und Musik. Laaber, 1984.
- Günter Kleinen: Die psychologische Wirklichkeit der Musik. Wahrnehmung und Deutung im Alltag. Bosse, Kassel 1994.
- Günter Kleinen (Hrsg.): Begabung und Kreativität in der populären Musik. Lit, Münster 2003.
- Günter Kleinen (Hrsg.): Musik und Kind. Chancen für Begabung und Kreativität im Zeitalter der Neuen Medien. Laaber Verlag, Laaber 2003.
- Günter Kleinen: Chinesische Musik und der kulturelle Transfer auf der Seidenstraße. Epos, Osnabrück 2011.